# كارل فري (لاعب جمباز فني)
كارل فري هو لاعب جمباز فني سويسري، ولد في 8 مارس 1917 في ريغنسدورف في سويسرا، وتوفي في 18 يونيو 2011 في شليغن في سويسرا.

## وصلات خارجية
- كارل فري على موقع أوليمبيديا (الإنجليزية)